# Wintersville
Wintersville é uma vila localizada no estado norte-americano de Ohio, no Condado de Jefferson.

## Demografia
Segundo o censo norte-americano de 2000, a sua população era de 4067 habitantes.
Em 2006, foi estimada uma população de 3867, um decréscimo de 200 (-4.9%).

## Geografia
De acordo com o United States Census Bureau tem uma área de
9,1 km², dos quais 9,1 km² cobertos por terra e 0,0 km² cobertos por água.

## Localidades na vizinhança
O diagrama seguinte representa as localidades num raio de 12 km ao redor de Wintersville.